# Šlezijske cerkve milosti
Šest protestantskih cerkev v Šleziji nosi naziv cerkve milosti, ker so jih v skladu z Alstadtsko konvencijo iz leta 1707 zgradili po milosti cesarja Jožefa. I.,  (katoliškega) vladarja Šlezije.
V 17. stoletju večini šlezijskih vojvodin niso več vladali vojvode (rodbine Piastov), temveč so kot fevdi šlezijskih dednih dežel pripadale češki kroni in s tem Habsburžanom zaradi njihovega naslova čeških kraljev. Po Vestfalskem miru so na območjih pod neposrednim nadzorom Habsburgov vse bogoslužne prostore, ki so pred letom 1618 bili rimskokatoliški in nato postali protestantski, vrnili katoliški duhovščini. Protestantom, ki so na teh območjih predstavljali večino, so dodelili tri šlezijske mirovne cerkve, ki so jih zgradili v mestih Glogau, Jauer in Schweidnitz. Ker za tako veliko območje s protestantsko večino to ni zadostovalo, so na mejah neodvisnega vojvodstva Liegnitz ustanovili t.i. Obmejne cerkve za protestantsko prebivalstvo zunaj meja vojvodine. Ko je leta 1675 z vojvodino Liegnitz-Brieg-Wohlau kot fevd pod Habsburg padel še zadnji del Šlezije, so šlezijski protestanti imeli samo še Kraljevino Poljsko, kjer je vladala verska svoboda, in protestantske volilne kneževine Brandenburg in Saška .
Ob začetku velike nordijske vojne je švedski kralj Karel XII. premagal svoje nasprotnike Dansko, Rusijo in Poljsko. Na svojem pohodu je prodrl vse do volilne kneževine Saške. Ko je kralj, ki je bil prepričan luteran, s svojo zmagovito vojsko stal na mejah Šlezije, je zagrozil, da bo na francoski strani posredoval v španski nasledstveni vojni. S tem je v Altranstadtski konvenciji iz leta 1707 prisilil ne le vrnitev 121 cerkva v nekdanjih delnih državah Liegnitz, Oels in Münsterberg, temveč tudi odobritev cesarja Jožefa I. za gradnjo šestih novih protestantskih cerkva v Šleziji.  Po odobritvi cesarja so zemljišča, na katerih se bo zidalo, označili s stebrički milosti, ki jih je krasil cesarski orel in v Teschenu tudi slika cesarja, ki so jih pozneje postavili v cerkve kot "znake cesarjeve milosti ". 
Nove cerkve milosti so zgradili v mestih Freystadt, Hirschberg, Landeshut, Militsch, Sagan in Teschen med leti 1709 in okoli leta 1714. Štiri izmed njih so bile kot mirovne cerkve pol lesene (Fachwerk), vendar so lahko dodatno imele zvonik. Konvencija je zdaj tudi dovolila, da se mirovnim cerkvam dodajo (samostalni) zvoniki. Cerkvi milosti v Jelenji Góri/Hirschbergu in Kamienni Góri/Landeshutu sta zvesti kopiji stockholmske Cerkve sv. Katarine kot izraz hvaležnosti švedskemu kralju.
Štiri cerkve milosti (Jelenia Góra/Hirschberg, Kamienna Góra/Landeshut, Milicz/Militsch in Cieszyn/Teschen) so preživele drugo svetovno vojno in globoke etnične in verske pretrese v Poljski pripadli Šleziji. Z izjemo Jezusove cerkve v Cieszynu/Teschenu so vse cerkve milosti prešlče v roke katoliški cerkvi Poljske. Cerkvi milosti v Kożuchówu/Freystadtu in Żagań/Saganu so, z izjemo njunih v 19. stoletju zgrajenih zvonikov, po drugi svetovni vojni porušili.
V Stuttgart-Heumaden so sodobno cerkev, posvečeno leta 1964, v spomin na njene prednice v Šleziji imenovali Cerkev milosti, prav tako Cerkev Svetega križa v Hannovru-Mittelfeldu .

## Zgradbe

### Cerkev milosti Hirschberg / Jelenia Góra
Cerkev milosti " Kristusovega križa" (Kościół Św. Krzyża) tvori sintezo med protestantskim klasicizmom in rimskokatoliškim barokom. Stavba je bila zgrajena v kamnu med letoma 1709 in 1718 po vzoru cerkve sv. Katarine v Stockholmu, ki jo je zgradil mojster Martin Frantz iz Revala (Talin)v obliki grškega križa, s kupolo na sredi, obdano s štirimi stolpi. V cerkvi je prostora za 4000 ljudi.

### Cerkev milosti Kamienna Góra/Landeshut
Protestantsko cerkev milosti "Svete Trojice" v kraju Kamienna Góra/Landeshut so zgradili v letih 1709–1720 ; po vzoru cerkve sv. Katarine v Stockholmu jo je iz kamna mojster Martin Frantz iz Revala (Talin). Leta 1724 so bile vgrajene orgle, leto kasneje je bil postavljen oltar in leta 1766 cerkvena ura. Cerkve vojna ni prizadela. Po drugi svetovni vojni pa so iz neuporabljene cerkve odstranili pomembne dele opreme: oltar, krstilnico, orgle, prižnico, lestence in zvonove. Danes se cerkev uporablja kot katoliška župnijska cerkev Marije rožnega venca (Kośćiół Matki Boskiej Różańcowej); ob cerkvi stoji nov jekleni zvonik s tremi zvonovi. V notranjosti cerkve je videti polikromirane slike Jana Molge in Paula Mitke. Na slikah je upodobljena Gospa rožnega venca in različne zgodovinske osebnosti s Poljskega, ki se ji poklanjajo.

### Cerkev milosti Cieszyn/Teschen
Cerkev milosti v Cieszynu - Jezusova cerkev - je največja od šestih šlezijskih cerkva milosti in edina v Zgornji Šleziji. Zgradili so jo v kamnu od 1709 do 1730, do leta 1751 ji je bil dodan 72 m visok zvonik. Ima prostora za 8000 vernikov in je bila tiste čase odgovorna za 40 000 protestantskih župljanov v avstrijski Šleziji in v vojvodini Teschen. Danes je mati cerkev evangeličanskih kristjanov na Poljskem in je edina, ki se po 300 letih še vedno uporablja kot protestantska cerkev.

### Cerrkev milosti Milicz/Militsch
Evangeličanska cerkev milosti Svetega križa so zgradili med leti 1709 in 1714 kot napol leseno stavbo z baročno in rokoko notranjostjo ter tremi galerijami. Danes je to katoliška župnijska cerkev sv. Andreja Bobole (obnovljena leta 1981).

### Cerkev milosti Kożuchów/Freystadt
Protestantska cerkev milosti v Kożuchówu/Freystadtu "V vinogradu Jezusa" je bila zgrajena leta 1709 na mestu vinograda zunaj mesta (od tod tudi ime), o njeni otvoritvi se ne ve nič. V letih 1857-1859 so polovično leseno zgradbo nadomestili z masivnimi kamnitimi deli, stolp pa je bil zgrajen v letih 1826/1827. Cerkev je po letu 1945 propadla. Glavni oltar, prižnico in prospekt za orgle so prenesli v jezuitsko cerkev v Glogau, nato pa so cerkev, z izjemo stolpa, podrli.

### Cerkev milosti Żagań/ Sagan
Cerkev milosti v Żagańu/saganu so zgradili od 1709 do 1710 in posvetili kot cerkev Svete Trojice leta 1710. Leta 1753 so cerkev prezidali in dvignili zvonik. Prvotna pol lesena cerkev je bila obnovljena leta 1809, cerkev pa so med 1844 in 1846 prezidali v kamen in ji dodali 70 m visok neogotski zvonik. Leta 1873 so cerkev obnovili, po razlasti občine leta 1952 pa so leta 1965 odločili, da se cerkev poruši. Leta 1991 so knežjo kapelo znova posvetili in v njej pokopali saganske kneze von Biron; v letih 1999–2004 so prenovili zvonik in ga leta 2004 odprli kot razgledni stolp.

## literatura
- Martin Brügmann: Cerkev milosti Svete Trojice pred državnim klobukom v Šleziji. Düsseldorf 1969, DNB 456207694 .
- Fritz Gleisberg: Cerkev milosti svetega križa pred Militzem. Verlag Unser Weg, Düsseldorf 1971, ISBN 3-87836-220-X .
- Traud Gravenhorst: Šlezija. Doživljaji dežele. Korn, Breslau 1938, DNB 573539391 ; 3. Izdaja, Bergstadtverlag, München 1952, DNB 451647351 .
- Cuius regio, eius religio. 300 let cerkev milosti v Šleziji. 2011. ISBN 978-83-89480-27-9.
- Reiner Sörries: Po milosti cesarja. Protestantske cerkvene zgradbe v habsburškem cesarstvu. Böhlau Verlag, Köln u. a. 2008, ISBN 978-3-412-20154-8, str. 111-117.

## Spletne povezave
- Marius Zippe: Cerkve, velike kot mestne hiše. V: Mitteldeutsche-kirchenzeitungen.de. 29. Maj 2016, dostop 29. Maj 2016 (300 let šlezijskih Cerkev milosti)

## Posamezni dokazi
1. ↑  Christian-Erdmann Schott: Art. Schlesien. I. Kirchengeschichte . In: Theologische Realenzyklopädie (TRE), Bd. 30, S. 189–198, hier S. 191.
2. ↑  Andrea Langer: Die Gnadenkirche „Zum Kreuz Christi“ in Hirschberg. Zum protestantischen Kirchenbau Schlesiens im 18. Jahrhundert (= Forschungen zur Geschichte und Kultur des östlichen Mitteleuropa. Bd. 13). Franz Steiner Verlag, Stuttgart 2003, ISBN 978-3-515-07470-4, Seite 22 (Zugleich: Mainz, Universität, Dissertation, 1996).